# Det Jødiske Samfund i Danmark
Det Jødiske Samfund i Danmark (frem til 2014 Det mosaiske Troessamfund) er en af tre godkendte og anerkendte jødiske menigheder i Danmark. Siden 1969 er der ikke anerkendt nogen trossamfund i Danmark. I dag kan trossamfund søge Kirkeministeriet om godkendelse, hvilket giver en række privilegier og muligheder, men ikke samme muligheder som anerkendte trossamfund har.
Det jødiske trossamfund er anerkendt i henhold til kgl. resolution fra 1682, og omkring 1687 blev den første rabbiner ansat i København.
De jødiske menigheder Machsike Hadas og Shir Hatzafon – Progressiv Jødedom i Danmark – er godkendte trossamfund.

## Det jødiske samfund i Danmark
Der har levet jøder i Danmark i mere end 300 år. Jøderne har aktivt deltaget i dansk kulturliv, videnskab og erhvervsliv.
Det Jødiske Samfund i Danmark er et statsanerkendt trossamfund, som tæller ca. 1700 medlemmer. Der skønnes i alt at være 6000 jøder i Danmark, af hvilke langt de fleste bor i hovedstadsområdet. Trossamfundets officielle religiøse linje er den ortodokse, men da medlemmernes overbevisning går fra religiøst til sekulært, kan trossamfundet betegnes som en enhedsmenighed, hvor alle opfattelser accepteres. Flertallet af de danske jøder er i dag sekulære.
Trossamfundets styrelse består af en medlemsvalgt Delegeretforsamling, der vælger den daglige ledelse, Repræsentantskabet. Delegeretforsamlingen er det jødiske samfunds øverste myndighed. Driften af Københavns synagoge ledes af et valgt Forstanderskab. Øverste religiøse embedsmand er Overrabbineren.
Til at varetage de mange funktioner, der skal tilgodese den jødiske tilværelse i Danmark, er der til trossamfundet knyttet vuggestue, børnehaver, skole, beskyttede boliger, plejehjem og begravelsesplads. Hertil kommer jødiske organisationer og et rigt foreningsliv.
Der findes to jødiske begravelsespladser i København: Mosaisk Nordre Begravelsesplads og Mosaisk Vestre Begravelsesplads.

## Danske overrabbinere
Denne liste er ufuldstændig; hjælp gerne med at udfylde den.
- 1687-1700: Abraham Salomon fra Mähren i Tyskland.
- 1700-1728: Israel Ber fra Głogów i Polen
- 1729-1739: Marcus David
- 1741-1775: Hirsch Samuel Levy
- 1778-1793: Abraham Gedalia Levin
- 1793-1827: Rabbi Abraham Gedalia
- 1828-1891: Abraham Wolff
- 1892-1902: David Simonsen
- 1903-1910: Tobias Lewenstein
- 1910-1919: Max Schornstein
- 1919-1920: David Simonsen
- 1920-1947: Max Friediger
- 1947-1969: Marcus Melchior
- 1970-1996: Bent Melchior
- 1996-2014: Bent Lexner
- 2014-: Jair Melchior

## Jødiske begravelsespladser i Danmark
Fra 1693 til i dag har der eksisteret 12 jødiske begravelsespladser i Danmark.
- Mosaisk Nordre Begravelsesplads, Møllegade i København (grundlagt 1693)
- Fredericia (ca. 1700)
- Nakskov (1710)
- Fåborg (1795)
- Randers (1807)
- Aalborg (1810)
- Odense (1825)
- Århus (1824)
- Assens (1825)
- Horsens (1850)
- Slagelse (1863)
- Mosaisk Vestre Begravelsesplads i København (1885).

Grave og gravsteder findes stadig, eftersom de aldrig må sløjfes efter jødisk tradition.